# Bistum Gweru
Das Bistum Gweru (lat.: Dioecesis Gueruensis) ist eine in Simbabwe gelegene römisch-katholische Diözese mit Sitz in Gweru. Es umfasst die Distrikte Gweru, Chirumhanzu, Kwekwe, Mberengwa, Shurugwi und Zvishavane in der Provinz Midlands.

## Geschichte
Papst Pius XII. gründete am 14. November 1946 die Apostolische Präfektur Fort Victoria. Die Mission wurde der Ordensgemeinschaft Bethlehem Mission Immensee anvertraut. Mit der Bulle In Arcis Victoriae wurde sie am 24. Juni 1950 zum Apostolischen Vikariat erhoben.
Sie wurde am 1. Januar 1955 mit der Apostolischen Konstitution Quod Christus zum Bistum, das den Namen Gwelo annahm, erhoben, das dem Erzbistum Salisbury als Suffragandiözese unterstellt wurde. Am 25. Juni 1982 nahm es den aktuellen Namen an. Am 10. Juni 1994 wurde es Teil der Kirchenprovinz des Erzbistums Bulawayo.
Teile seines Territoriums verlor es zugunsten der Errichtung folgender Bistümer:
- 2. Februar 1953 an die Apostolische Präfektur Umtali;
- 9. Februar 1999 an das Bistum Masvingo.

## Ordinarien

### Apostolischer Präfekt von Fort Victoria
- Aloysius Haene SMB (28. März 1947–24. Juni 1950)

### Apostolischer Vikar von Fort Victoria
- Aloysius Haene SMB (24. Juni 1950–1. Januar 1955)

### Bischöfe von Gwelo
- Aloysius Haene SMB (1. Januar 1955–3. Februar 1977)
- Tobias Wunganayi Chiginya (3. Februar 1977–25. Juni 1982)

### Bischöfe von Gweru
- Tobias Wunganayi Chiginya (25. Juni 1982–14. Januar 1987)
- Francis Xavier Mugadzi (25. Oktober 1988–6. Februar 2004)
- Martin Munyanyi (11. Mai 2006–28. April 2012)
- Xavier Munyongani (15. Juni 2013–15. Oktober 2017)
- Rudolf Nyandoro (seit 11. September 2020)

## Statistik
| Jahr | Bevölkerung | Bevölkerung | Bevölkerung | Priester     | Priester         | Priester       | Priester               | Ständige Diakone | Ordensleute  | Ordensleute      | Pfarreien |
| Jahr | Katholiken  | Einwohner   | %           | Gesamtanzahl | Diözesanpriester | Ordenspriester | Katholiken je Priester | Ständige Diakone | Ordensbrüder | Ordensschwestern | Pfarreien |
| ---- | ----------- | ----------- | ----------- | ------------ | ---------------- | -------------- | ---------------------- | ---------------- | ------------ | ---------------- | --------- |
| 1950 | 27.937      | 600.000     | 4,7         | 30           | 30               |                | 931                    |                  |              | 42               | 33        |
| 1970 | 162.804     | 1.287.634   | 12,6        | 90           | 12               | 78             | 1.808                  |                  | 137          | 197              | 14        |
| 1980 | 210.000     | 1.809.000   | 11,6        | 80           | 13               | 67             | 2.625                  |                  | 103          | 183              |           |
| 1990 | 265.215     | 2.265.000   | 11,7        | 74           | 25               | 49             | 3.583                  |                  | 83           | 223              | 43        |
| 2000 | 134.000     | 1.521.000   | 8,8         | 39           | 23               | 16             | 3.435                  |                  | 43           | 127              | 49        |
| 2007 | 199.000     | 2.136.000   | 9,3         | 40           | 30               | 10             | 4.975                  | 2                | 53           | 144              | 31        |
| 2013 | 421.000     | 2.281.000   | 18,5        | 53           | 46               | 7              | 7.943                  |                  | 53           | 174              | 32        |
| 2021 | 459.450     | 2.696.600   | 17,0        | 61           | 55               | 6              | 7.531                  |                  | 50           | 287              | 38        |